# Johann Adolph Wedel

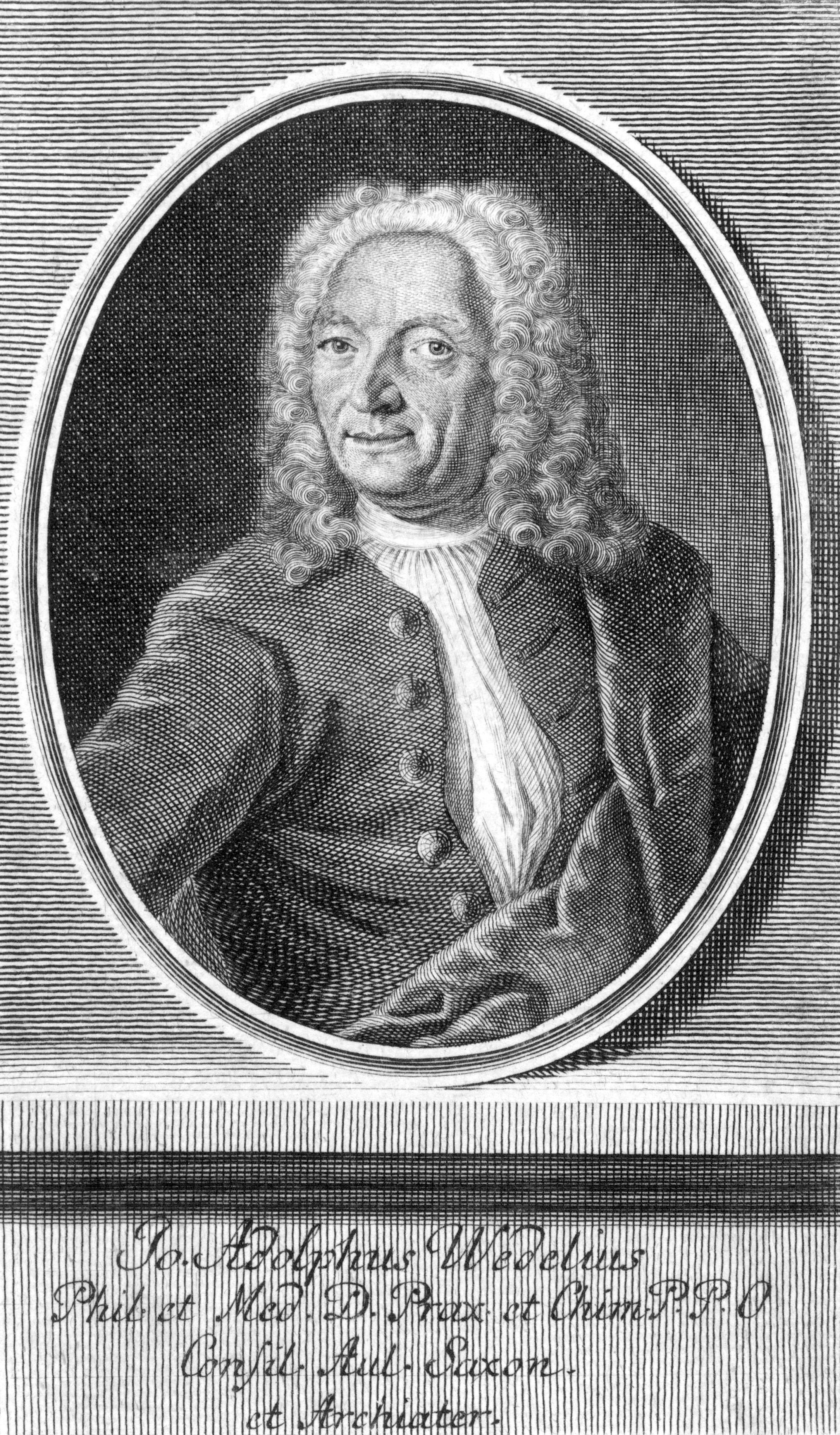
Johann Adolph Wedel

Johann Adolph Wedel auch: Wedelius (* 17. August 1675 in Jena; † 23. Februar 1747 ebenda) war ein deutscher Mediziner.

## Leben
Johann Adolph war der Sohn des Georg Wolfgang Wedel. Er hatte anfänglich Privatunterricht erhalten und besuchte ab dem dreizehnten Lebensjahr das Gymnasium in Merseburg. 1692 begann an der Universität Jena ein Studium der philosophischen und medizinischen Wissenschaften. Hier wurden vor allem in Physik Caspar Posner, sowie Johann Andreas Schmid und in Mathematik Georg Albrecht Hamberger (1662–1716) seine Lehrer. Die medizinischen Studien absolvierte er bei seinem Vater, bei Rudolph Wilhelm Krause (1642–1718), Günther Christoph Schelhammer und Johann Adrian Slevogt. Zwischenzeitlich studierte er ein Jahr lang an der Universität Leipzig bei Johannes Bohn, Augustus Quirinus Rivinus und Johann Wilhelm Pauli (1658–1723). Nach Jena zurückgekehrt, erwarb er sich 1697 den akademischen Grad eines Magisters der Philosophie. Am 1. Mai 1697 wurde er unter die medizinischen Kandidaten aufgenommen, wurde am 4. August 1697 Lizentiat und promovierte im selben Jahr am 21. Dezember zum Doktor der Medizin. Danach absolvierte er eine Kavaliersreise, welche ihn über Hamburg und Kiel reisend, zunächst in die Niederlande und dann nach England führte. Zurück in Jena beteiligte er sich am Disputationsbetrieb der Salana und wurde 1699 Hof- und Leibarzt des Grafen von Plauen Heinrich der XIII von Reuß (älterer Linie).
Obwohl er 1701 eine Stelle als Leibarzt in Sachsen Weimar angeboten bekam, blieb er im Dienst des reußischen Grafen, wo er seiner Neigung zur Architektur, als Aufseher über das Bauwesen in Schleiz nachkommen konnte. Als sein Bruder Ernst Heinrich Wedel (1655–1709) als außerordentlicher Professor der Medizin in Jena gestorben war, erhielt er dessen außerordentliche Professur der Medizin an der Jenaer Hochschule, sowie das Stadtphysikat in Dorneburg und Bürgel. 1713 wurde er ordentlicher Professor der Medizin in Jena, erhielt 1718 die Stelle eines kurfürstlich sächsischen, sowie königlich polnischen Leibarztes und stieg 1727 in die erste Professur der Medizin und Chemie auf. 1727 wurde er Hofrat von Sachsen-Eisenach, schlug 1734 eine Berufung an die Universität Göttingen aus und wurde am 11. Februar 1725 mit dem Beinamen Hercules IV. Mitglied (Matrikel-Nr. 375) der Leopoldina. Er beteiligte sich auch an den organisatorischen Aufgaben der Jenaer Hochschule. So war er mehrere Male Dekan der medizinischen Fakultät und in den Wintersemestern 1713, 1725, 1731, 1737 Rektor der Alma Mater.
Wedel verheiratete sich am 18. Oktober 1703 in Greiz mit Clara Maria Beck, die Tochter des Superintendenten in Greiz Wolfgang Beck (* Reichenbach/Sachsen; † 10. Juni 1698 in Greiz) und dessen Frau Maria Seidel. Aus der Ehe stammen zahlreiche Kinder, welche jedoch jung verstarben. Die einzige überlebende Tochter Sophia Margarethe Wedel (24. April 1762) heiratete 1724 den Mediziner Georg Erhard Hamberger.

## Werke (Auswahl)
Zahlreiche Schriften tragen seinen Namen. So sollen hier eigenständige Werke und die eigentlich eigenständigen Werke seiner Responenten unterschieden werden.
- Dissertatio physica de igne. Jena 1696 (Präsens Caspar Posner)
- Disputatio Therapeutica de symptomate urgente. Leipzig 1697 (Präsens Johann Bohn, Online)
- Dissertatio Inauguralis medica de Camphora, pro Licentia summos in Medicina honores capessendi, di IV Augusti anni 1697 sub umbone magnifici Parentis. Jena 1697
- Exercitatio medica de punctis medicis. Jena 1701 (Online)
- Propempticon Inaugurale de valvula venae subclaviae ductui thoracico imposita. Jena 1714 (Online)
- Propempticon Inaugurale de machinarum quarundam, quibus aqua elevatur, inprimis siphonum ad incendia compescenda, Emendatione I. Jena 1716 (Online)
- Propempticon Inaugurale de siphonum Maiorum emendatione I. Jena 1717, (Online)
- Propempticon Inaugurale de siphonum Maiorum emendatione III. Jena 1717, (Online)
- Propempticon Inaugurale de perpetuo mobili. Jena 1718 (Online)
- Propempticon Inaugurale Quo, Descensum Mercurii In Barometro Pluvia instante a Guttarum casu derivari haud posse ostenditur, I. Jena 1718, (Online)
- Propempticon Inaugurale de fornacum emendatione II. Jena 1719, (Online)
- Propempticon Inaugurale de fornacum emendatione III. Jena 1719, (Online)
- Propempticon Inaugurale de sulphure flammam non concipiente. Jena 1720, (Online)
- Propempticon inaugurale de aeris frigidi, in conclave irrventis, accumulatione impedienda. Jena 1720, (Online)
- Propempticon inaugurale de liquore non corrosivo lapides duriores absumente. Jena 1720, (Online)
- Propempticon inaugurale de machina, dirigendis tubis astronomicis aptissima et paratu facillima. Jena 1725, (Online)
- Propempticon inaugurale de antliarum attractivarum Emendatione II. Jena 1727, (Online)
- Propempticon Inaugurale de valvulis vasorum animalium semilunaribus. Jena 1727 (Online)
- Propempticon Inaugurale de Machina, qua incendium, in fumario ortum, statim, licet nemo hominum praesens sit, extinguitur. Jena 1728, (Online)
- Propempticon Inaugurale de picis et resinarum consistenta, qua sponte diffluunt, corrigenda, absque tamen duritie iis inducta. Jena 1730 (Online)
- Propempticon Inaugurale de ratione commoda tubos coriaceos longiores aquis elevandis destinatos coniungendi et disiungendi. Jena 1730 (Online)
- Propempticon Inaugurale de remora, seu machina, qua corpora ad desideratum punctum vel elevata vel demissa in eodem firmiter detinentur. Jena 1730 (Online)
- Propempticon inaugurale de Modo commodiori aquam balnei Mariae in eadem altitudine des.. conservandi. Jena 1732 (Online)
- Propempticon inaugurale de aceto destillato copiosiori et efficaciori obtinendo. Jena 1732, (Online)
- Propempticon Inaugurale de machina pro dirigendis tubis astronom. emendata I. Jena 1733, (Online)
- Propempticon Inaugurale de circulatione aëris per tubos fornacis quadratos horizontales melius obtinenda. Jena 1739 (Online)
- Propempticon inaugurale de valvulis hydraulicis valvulas animalium ... . Jena 1739 (Online)
- Propempticon Inaugurale de optimo tincturam martis cydoniatam parandi et conservandi modo II. Jena 1741 (Online)
- Propempticon Inaugurale de digestione compendiaria ratione instituenda. Jena 1742 (Online)
- Propempticon Inaugurale de praeparatione antimonii diaphoretici debita, tuta et compendiaria eiusque viribus nec inertibus nec noxiis sed salutaribus III. Jena 1742 (Online)
- Propempticon Inaugurale de nitro antimoniato. Jena 1743, (Online)
- Propempticon Inaugurale de Praeparatione Antimonii Diaphoretici debita tuta et Compendiaria eiusque viribus nec inertibus nec noxiis sed salutaribus I. Jena 1744, (Online)
- Propempticon Inaugurale de Modo Breviori Aquam Balnei Mariae In Desiderata Altitudine conservandi. Jena 1744, (Online)
- Propempticon Inaugurale de arcano tartari ad mentem Boerhaavii pro pauperibus parando. Jena 1745, (Online)
- Propempticon Inauguralede furno chimico polychresto. Jena 1745, (Online)
- Propempticon inaugurale de furnulo chimico sine craticula usus tamen egregii. Jena 1745 (Online)
- Propempticon inaugurale de imitatione emboli Morlandini in parandis aliis Machinis hydraulicis utili. Jena 1745 (Online)
- Propempticon inaugurale de modo tubos seu telescopia fenestris applicandi, ut recte et facile dirigi queant. III. Jena 1746 (Online)

### Als Präsens
- Dissertatio Physiologicade sanguine menstruo. Jena 1713 (Resp. Johann Christian Lindner, Online)
- Dissertatio de visione quae oculo fit gemino. Jena 1714, 1749, (Resp. Lucas Din, Online)
- Dissertatio Solennis medica de cachexia. Jena 1715 (Resp. Friedrich Schwarz, Lic. med., Online)
- Dissertatio Physiologica de Nutritione. Jena 1716 (Resp. Christian Ernst Clauder, Online)
- Dissertatio Inauguralis medica de scordio. Jena 1716 (Resp. Wolrad Wigand, Lic. med., Online)
- Dissertatio Inauguralis medica de calamo aromatico. Jena 1718, (Resp. Lorenz Betike, Lic. med., Online)
- Dissertatio Inauguralis medica de haemorrhagiis. Jena 1718 (Resp. Friedrich Wilhelm Vögtlin, Lic. med., Online)
- Dissertatio Inauguralis medica exhibens calculi renum et vesicae pathologiam Hippocraticam confirmatam. Jena 1718 (Resp. Carl August Stockhausen, Lic. med., Online)
- Dissertatio Inauguralis medica de gangraena et sphacelo. Jena 1719 (Resp. Carl Gottlieb Heermann, Lic. med., Online)
- Dissertatio Inauguralis medica de vincetoxico. Jena 1720 (Resp. Georg Christoph Wolff, Dr. med., Online)
- Dissertatio Inauguralis medica de ileo. Jena 1720, (Resp. Johann Nocolaus Raab, Lic. med., Online)
- Dissertatio Inauguralis medica de temperamento viventis. Jena 1720 (Resp. Johann Otto Zülich, Online)
- Dissertatio Inauguralis medica de auditus vitiis. Jena 1720 (Resp. Christian Friedrich Jördens, Lic. med., Online)
- Dissertatio medica de verbena. Jena 1721, (Resp. Samuel Arnold, Online)
- Dissertatio Inauguralis medica de variolis. Jena 1721, (Resp. Heinrich Jacob Stüve, Lic. med., Online)
- Dissertatio Inauguralis de salium origine. Jena 1726 (Resp. Johann Tobias Waßer, Online)
- Dissertatio Inauguralis medica de transpiratione insensibili et sudore. Jena 1728 (Resp. Johann Georg Cellarius, Dr. med., Online)
- Dissertatio Inauguralis medica de lue venerea. Jena 1729 (Resp. Johann Georg Slevogt, lic. med., Online)
- Dissertatio Inauguralis medica de obstructione. Jena 1729 (Resp. Allard Carl Bovillon, Lic. med., Online)
- Dissertatio Inauguralis medica de irritatione. Jena 1730, (Resp. Dionysus Krägel, Lic. med., Online)
- Dissertatio Inauguralis medica de scirrho. Jena 1731, (Resp. Gustav Alard Grantz, Lic. med., Online)
- Dissertatio Inauguralis medica de haemorrhoidibus caecis. Jena 1732, (Resp. Johann Dieler, Lic. med., Online)
- Dissertatio Inauguralis Medica de Partv Difficili Ex Infante Brachio prodeunte. Jena 1732 (Resp. Johann Friedrich Weismann, Lic. med., Online)
- Dissertatio Inauguralis Medica de Peripnevmonia. Jena 1733 (Resp. David Gömör (1708–1795), Lic. med., Online)
- Dissertatio Inauguralis medica de scorbuto. Jena 1734 (Resp. Conrad Friedrich Tieffenbach, Lic. med. Online)
- Dissertatio Inauguralis medica de velocitate sanguinis a statu vasorum diverso dependente. Jena 1734 (Resp. Ludolph Arnold Gössling, Lic. med., Online)
- Dissertatio Inauguralis medica de retentione mensium. Jena 1736, (Resp. Heinrich Gerlach Helenius, Lic. med., Online)
- Dissertatio Inauguralis medicade peripneumonia ex nimio aeris refrigerio. Jena 1739 (Resp. Christoph Friedrich Alkhofer, Online)
- Dissertatio Inauguralis de palpitatione cordis. Jena 1743 (Resp. Mag. Johann Christian Jacobi, Lic. med., Online)
- Dissertatio inauguralis de fluore albo. Jena 1743, (Resp. Augustin Michael Eilhard, Lic. med., Online)
- Dissertatio inauguralis medica de deliriis in genere. Jena 1744 (Resp. Johann Gottlieb Sommerfeldt, Lic. med., Online)
- Dissertatio Inauguralis de Fungis. Jena 1744 (Resp. Erdmann Christian Seyffert, Dr. med., Online)
- Dissertatio Inauguralis Medica de tumoribus generatim. Jena 1744 (Resp. Johann Adolph Provansal, Dr. med., Online)
- Dissertatio Inauguralis Medica de viis mensium insolitis. Jena 1745 (Resp. Johann Ehregott Hedluff, Dr. med., Online)
- Dissertatio Inauguralis de paralysi. Jena 1745 (Resp. Dietrich Kannengießer, Online)
- Dissertatio Inauguralis medica de hepate obstructo multorum morborum causa. Jena 1746 (Resp. Johann Christoph Reinmann, Dr. jur., Online)
- Dissertatio Inauguralis Physico-Medica de Meteororum Actione In Corpus Humanum. Jena 1746 (Resp. Christian Heinrich Sölling, Online)
- Dissertatio Inauguralis medica de tumore abdominis post partum in nonnullis mulieribus non cessante. Jena 1746 (Resp. Johann Adam Reichart, Dr. med., Online)
- Dissertatio Inauguralis Physico-Medica de meteororum actione in corpus humanum oder ob die Luft-Zeichen in den Körper des Menschen agieren? Jena 1746 (Resp. Christian Heinrich Sölling, Dr. med., Online)